# Mlînkî, Buceaci
Mlînkî (în ucraineană Млинки) este un sat în comuna Stinka din raionul Buceaci, regiunea Ternopil, Ucraina.

## Demografie
Componența lingvistică a localității Mlînkî
     Ucraineană (99,67%)
     Alte limbi (0,33%)
Conform recensământului din 2001, majoritatea populației localității Mlînkî era vorbitoare de ucraineană (99,67%), existând în minoritate și vorbitori de alte limbi.